# Giovanni Maria Gabrielli
Giovanni Maria Gabrielli (Città di Castello, 10 de janeiro de 1654 - Caprarola, 17 de setembro de 1711) foi um cardeal do século XVIII

## Biografia
Nasceu em Città di Castello em 10 de janeiro de 1654. Seu sobrenome também está listado como Gabbrielli.
Ingressou na Ordem de Cister, ainda jovem, no mosteiro de S. Pudenziana, em Roma. (Nenhuma informação educacional adicional encontrada).
Ordenado (nenhuma informação encontrada). Ensinou filosofia e teologia nas casas de estudo de sua ordem por vinte anos. Abade geral dos cistercienses. Considerado um eminente teólogo. Várias vezes recusou a promoção ao episcopado oferecida pelo Papa Inocêncio XI. Qualificador do Santo Ofício e prefeito de estudos do Colégio Urbaniano de Propaganda Fide, Roma, no pontificado do Papa Inocêncio XII (1691-1700).
Criado cardeal sacerdote no consistório de 14 de novembro de 1699; recebeu o gorro vermelho e o título de S. Pudenziana, em 3 de fevereiro de 1700. Participou do conclave de 1700, que elegeu o Papa Clemente XI. Camerlengo do Sagrado Colégio dos Cardeais, 28 de janeiro de 1709 até 19 de fevereiro de 1710.
Morreu em Caprarola em 17 de setembro de 1711, às 2h15, onde havia ido tentar se recuperar de suas doenças. Transferido para Roma, foi sepultado no coro da igreja de S. Bernardo; mais tarde, foi transladado para a basílica de S. Sebastiano fuori delle mura, onde, entre as duas últimas capelas do lado esquerdo, se encontra o seu túmulo com busto em mármore branco. Constituíra os monges de S. Sebastiano seus herdeiros. Os seus órgãos internos foram sepultados na igreja de S. Pudenziana